# 施拉格音樂
施拉格音樂（德語：Schlager，德語：[ˈʃlaːɡɐ]，意為「擊打」）是一種歐洲流行音樂風格和廣播格式，通常以簡單、輕鬆且常帶有情感的歌詞搭配朗朗上口的器樂伴奏為特徵。

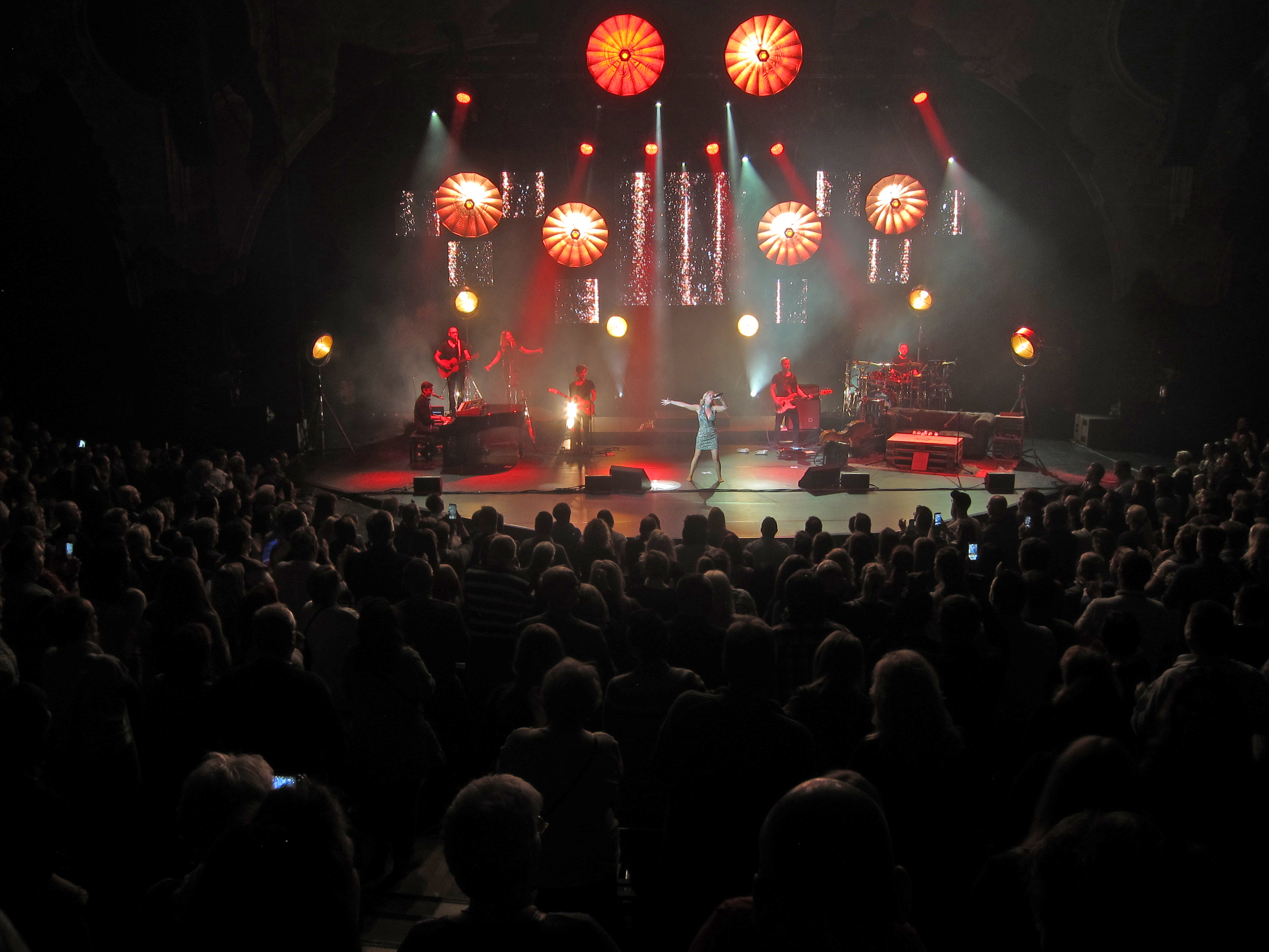
德國歌手蜜雪兒2017年3月15日在柏林演出，演唱施拉格音樂和抒情歌曲

施拉格音樂通常是輕快的流行旋律或甜美抒情的民謠，擁有簡單易記的旋律。歌詞通常圍繞愛情、人際關係和情感。北歐風格的施拉格音樂（尤其是芬蘭）融合了芬蘭、北歐、斯拉夫和東歐民歌元素，歌詞傾向於憂鬱和哀歌主題。音樂上，施拉格音樂與輕音樂等風格相似。

## 詞源
「Schlager」來自德語「schlagen」，意為「擊打」。它也進入其他語言（如保加利亞語、丹麥語、挪威語、瑞典語、荷蘭語、捷克語、克羅地亞語、芬蘭語、匈牙利語、立陶宛語、拉脫維亞語、愛沙尼亞語、塞爾維亞語、土耳其語、俄語、 希伯來語和羅馬尼亞語， 例如），保留了「熱門音樂」的含義。

## 中歐

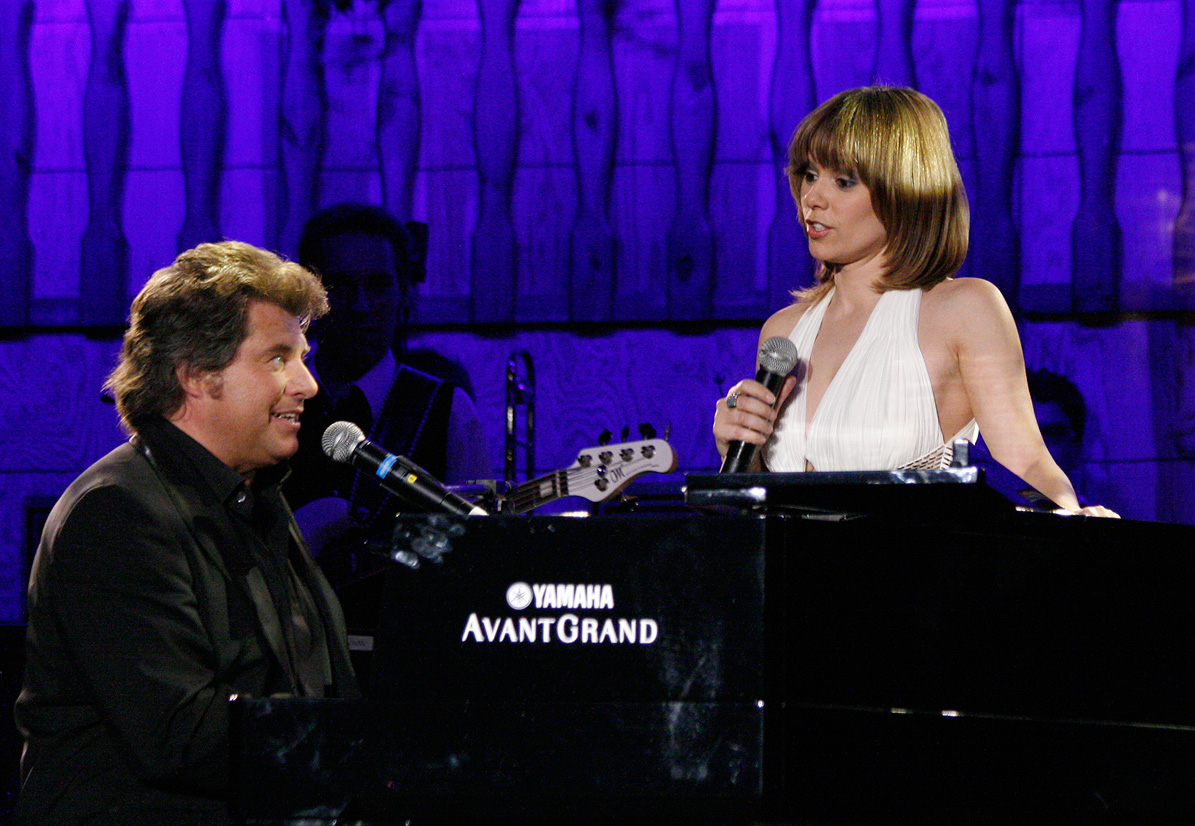
奧地利歌手兼主持人安迪·博格和瑞士歌手弗朗辛·喬迪

德語施拉格音樂的根源悠久。最初，這個詞意味著「擊打」或「打擊」。1867年2月17日，維也納報紙《Wiener Fremden-Blatt》在對藍色多瑙河的首演評論中首次將這個詞應用於音樂，指的是小約翰·施特勞斯的作品。
施拉格音樂在當今意義上的前身可能是輕歌劇，這種形式在二十世紀初非常流行。1920年代和1930年代，喜劇和諧團和魯迪·舒里克為這種新音樂奠定了基礎。 1940年代、50年代和60年代初著名的施拉格音樂歌手包括拉爾·安德森、弗雷迪·奎因、伊沃·羅比奇、格哈德·溫德蘭、卡特琳娜·瓦倫特、瑪戈特·埃斯肯斯和康妮·弗羅伯斯。施拉格音樂在德國和奧地利的流行高峰出現在1960年代（以彼得·亞歷山大和羅伊·布萊克為代表）和70年代初。從90年代中期到2000年代初，施拉格音樂在德國經歷了復興，代表人物包括吉爾多·霍恩、 迪特·托馬斯·庫恩、蜜雪兒和佩特拉·佩爾勒。夜總會會在夜晚播放一系列施拉格音樂，許多新樂隊專門翻唱1970年代的施拉格音樂或創作新作品。

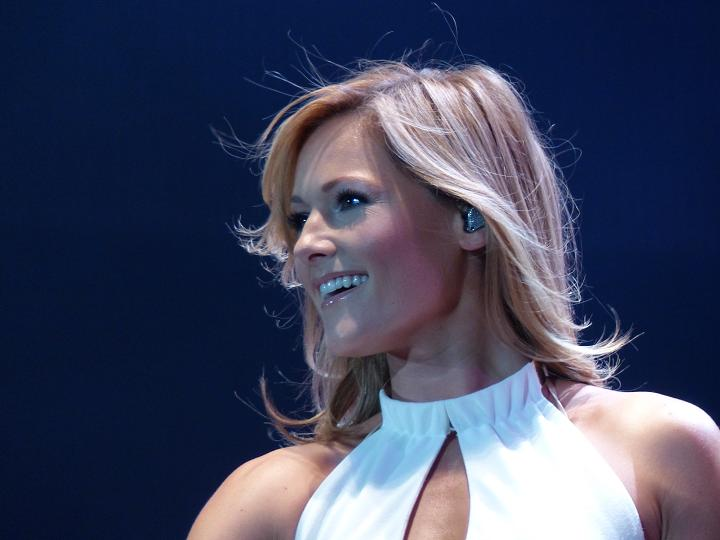
德國藝人海倫娜·菲舍爾

一些德國人將施拉格音樂視為他們的鄉村音樂，而美國鄉村音樂和德墨音樂都是施拉格音樂文化的重要元素。（《這是通往阿馬里洛的路嗎》經常在施拉格音樂場合播放，通常是英文原版。）
1975年至1981年間，德式施拉格音樂變得迪斯可導向，在許多方面與當時的主流迪斯可音樂融合。像瑪麗安·羅森伯格這樣的歌手既錄製施拉格音樂也錄製迪斯可熱門歌曲。德國樂隊成吉思汗樂隊的歌曲《莫斯科》是最早的現代舞曲風格施拉格音樂之一，再次展示了1970年代和80年代初的施拉格音樂如何與主流迪斯可和歐陸迪斯可融合。成吉思汗樂隊雖然主要是歐陸迪斯可樂隊，但也演奏受迪斯可影響的施拉格音樂。
著名的施拉格音樂歌手包括麥可·霍爾姆、羅蘭·凱撒、漢西·辛特塞爾、尤爾根·德魯斯、安德烈婭·伯格、海因切·西蒙斯、海倫娜·菲舍爾、妮可、克勞迪婭·容、安德烈婭·尤爾根斯、蜜雪兒、克里斯蒂娜·巴赫、瑪麗安·羅森伯格、西蒙娜·斯特爾策、丹妮拉·阿爾菲尼托、塞米諾·羅西、維姬·萊安德羅斯、萊昂納德、DJ厄茲、安德烈亞斯·加巴利爾以及近年來的碧翠絲·埃格利和托馬斯·安德斯。
2010年代，漢堡每年仍有數十萬施拉格音樂粉絲聚集，穿著1970年代的服裝參加名為「Schlager Move」的街頭遊行。「Schlager Move」也指在幾座德國大城市全年舉辦的較小型施拉格音樂音樂派對。（這種復興有時與媚俗和坎普風格相關）。與此同時，私人電台讓施拉格音樂重回廣播。Schlager Radio是一個通過FM和DAB+在德國地面廣播的電台。
在風格上，施拉格音樂持續影響德國的「派對流行」或「派對施拉格音樂」（例如2022年的《萊拉》）：這種音樂最常在滑雪後酒吧和馬略卡島的大型迪斯可中聽到。當代施拉格音樂常與民俗音樂混合。如果不是反諷的媚俗復興的一部分，對這兩種音樂風格的喜好通常與鄉村酒吧、遊樂場和保齡球聯賽場所有關。在英語世界，最受歡迎的融合施拉格音樂元素的團體可能是ABBA，他們將傳統瑞典音樂、施拉格音樂和流行搖滾融合創造了自己的聲音。

## 外部連結
- 维基共享资源上的相關多媒體資源：施拉格音樂